# Heinz Löffler (Maler)
Heinz Löffler (* 27. September 1913 in Dresden; † 22. September 2008 in Meißen) war ein deutscher Maler und Grafiker.

## Leben

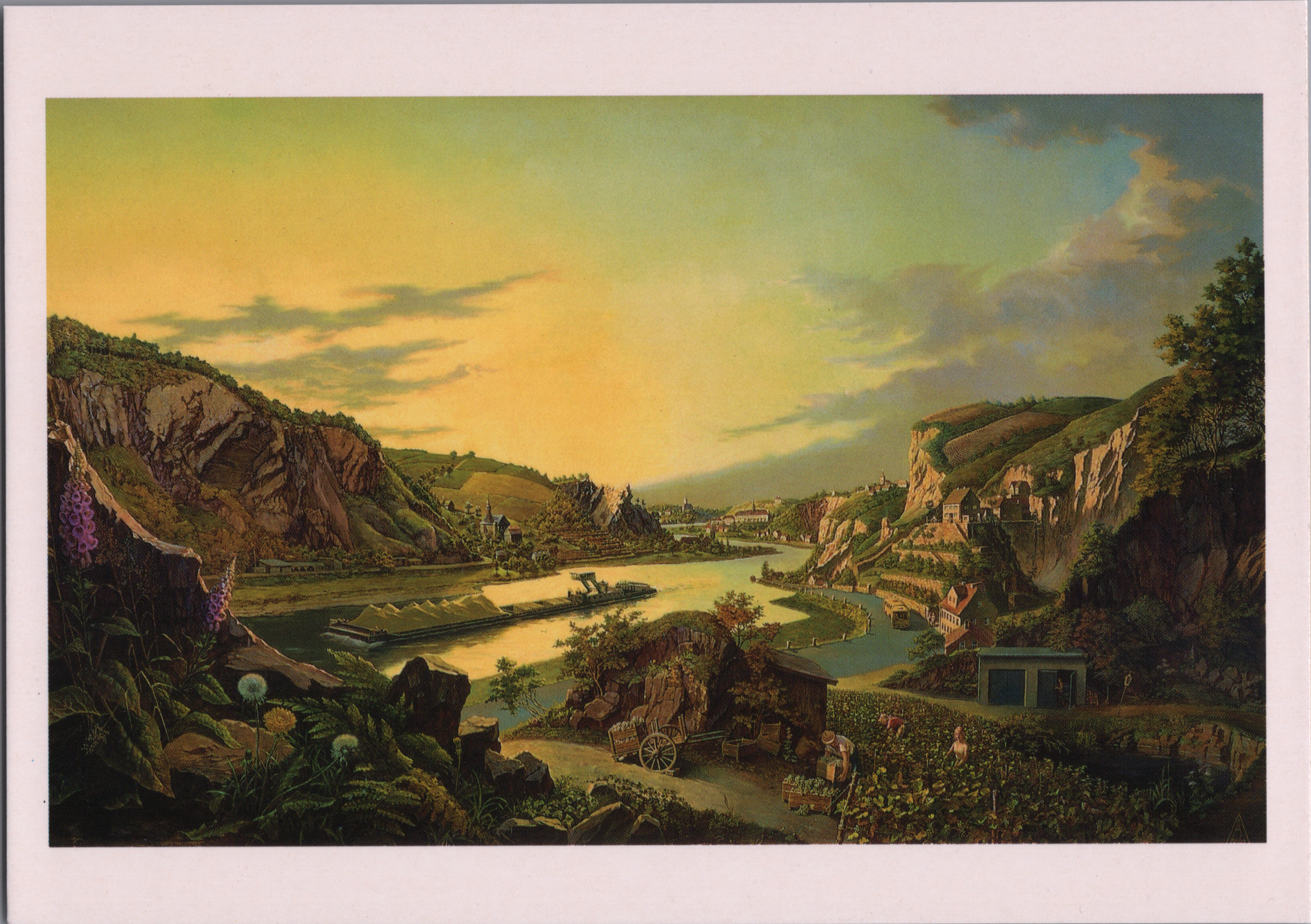
Gemälde: Große Elblandschaft

Der gelernte Porzellanmaler in der staatlichen Porzellanmanufaktur Meißen lernte als einziger Schüler beim Figurenmaler Paul Voigt (1872–1945).  Im Zweiten Weltkrieg rechtsarmig verwundet, musste er fortan linkshändig malen, zeichnen und schreiben. In den Jahren 1941 und 1942 war Löffler Linksschreibeschüler und -lehrer in Koblenz. Sein nachfolgendes kurzfristiges Studium an der Kunstakademie Dresden war mit den Luftangriffen auf Dresden 1945 beendet. Seine Liebe zur Kunst der alten Meister blieb konstant. Von 1946 bis 1953 war Löffler Dozent und Fachlehrer an der staatlichen Porzellanmanufaktur Meißen. Er lebte in Winkwitz.
Es folgte eine zehnjährige Bühnengestaltung für das Meißner Stadttheater, dem er als künstlerischer Leiter von 1963 bis 1972 vorstand. Er fertigte zahlreiche Illustrationen für Verlage und Zeitschriften, darunter auch die für Erich Loests Roman Liebesgeschichten.
Löffler, der sich anfangs der Malweise von Ludwig Richter eng verbunden fühlte, löste sich später davon und fand zu einem eigenen Malstil. Seine vorwiegend figurativ-gegenständlichen Bilder, zumeist mit Öl und in Lasurentechnik gefertigt, zeigen Landschaften und Personen in ihrem Lebens- und Arbeitsumfeld. 1953 schuf er im Rahmen eines Werkvertrags mit dem Kulturfonds der DDR das dann auf der Dritten Deutschen Kunstausstellung in Dresden gezeigte Bild Aufbau der Stalinallee (Öl, 141 × 105 cm;  Märkisches Museum Berlin). 1977 erhielt er den Kunstpreis der Stadt Meißen.
Löffler starb wenige Tage vor Eröffnung der Jubiläumsausstellung zu seinem 95. Geburtstag.

## Weitere Werke (Auswahl)
- 1944 Mutter Berthold
- 1952 Griechische Lehrlinge
- 1962 Frauenbrigade am Bügeleisenband
- 1977 Professor Miller
- 1987 Der Stadtbilderklärer
- 1993 Die ungebetenen Gäste
- 1998 Irrtum des Jahrhunderts
- 1999 Erich Husemann

## Ausstellungen (unvollständig)
Personalausstellungen
- 1951 Elektrowärme Sörnewitz
- 1955 Kunst der Zeit/Genossenschaft Meißen
- 1956 Gemeinde Winkwitz
- 1958/1965 Museum Coswig
- 1973 Stadttheater Meißen
- 1976 Ausstellungszentrum Riesa
- 1978 Museum Meißen
- 1979 Ausstellungszentrum Riesa
- 1983 Kunst der Zeit Meißen
- 1983 Kunst der Zeit Riesa
- 1983 Stadttheater Meißen
- 1983 Kulturbund Meißen
- 1988 Stadttheater Meißen
- 1988 Kulturhaus Großenhain
- 1988 Rundkino Dresden
- 1989 Klub der Intelligenz Dresden
- 1989 Klub der Intelligenz Riesa
- 1989 Kleine Galerie „Hans Nadler“ Elsterwerda
- 1989 Turbowerke Meißen/Coswig
- 1993/1998 AOK Meißen
- 2002 Galerie in der Kommode – neues Theater Halle/Saale
- 2013 Stadtmuseum Meißen (Gedächtnisausstellung anlässlich seines 100. Geburtstages)[2]

Ausstellungsbeteiligungen
- 1953: Dresden, Dritte Deutsche Kunstausstellung
- 1987: Meißen, Albrechtsburg
- 2008: Los Angeles, LACMA („Bildende Kunst in der DDR“)